# Klubák žlutozobý
Klubák žlutozobý (Buphagus africanus) je středně velký zpěvný pták z čeledi Buphagidae (případně řazený do čeledi Sturnidae).

## Rozšíření a Výskyt
Je běžný v savanách v subsaharské Africe v rozmezí od Senegalu až po Súdán. Společně s blízce příbuzným klubákem červenozobým tvoří rod Buphagus.

## Znaky
Klubák žlutozobý je 20 cm velký s hnědou vrchní stranou těla a hlavou a žlutavou spodinou. Má silný žlutý zobák s červeným koncem a silné končetiny.

## Ekologie
Zdržuje se v blízkosti pasousích se stád velkých sudokopytníků, z jejichž srsti vybírá malé bezobratlé živočichy. Živí se i jejich krví, čímž zvířatům způsobuje malé otevřené rány, které jsou lákadlem různých parazitů.
Klubák žlutozobý hnízdí ve stromových dutinách vystlaných chlupy skotu. Snůška čítá 3–6 vajec. Během období rozmnožování tvoří velká hejna.